# ادردارن (أولاد عمرو بن علي)
ادردارن هو دُوَّار يقع بجماعة سيدي لحسن، إقليم تاوريرت، جهة الشرق في المملكة المغربية. ينتمي الدوّار لمشيخة أولاد عمرو بن علي التي تضم 4 دواوير. يقدر عدد سكانه بـ 375 نسمة حسب الإحصاء الرسمي للسكان والسكنى لسنة 2004.

## روابط خارجية
- البوابة الوطنية للجماعات الترابية
- المندوبية السامية للتخطيط